# غو وي
غو وي هي رباعة صينية، ولدت في 25 أبريل 1986.